# Kecamatan Teluk Dalam
Kecamatan Teluk Dalam (indonesiska: Teluk Dalam) är ett distrikt i Indonesien.   Det ligger i provinsen Aceh, i den västra delen av landet, 1 500 km nordväst om huvudstaden Jakarta. Kecamatan Teluk Dalam ligger på ön Pulau Simeulue.